# Chrionema squamentum
Chrionema squamentum is een straalvinnige vissensoort uit de familie van baarszalmen (Percophidae). De wetenschappelijke naam van de soort is voor het eerst geldig gepubliceerd in 1955 door Ginsburg.